# Project Mc²
Project Mc² est une série télévisée américaine en 26 parties de 28 minutes, créée par Jordana Arkin et diffusé entre le 7 août 2015 et le 7 novembre 2017 sur Netflix.

## Synopsis
La jeune espionne McKeyla recrute trois autres lycéennes expertes en sciences et technologie pour former une équipe d'agents secrets.
L'équipe doit surveiller un prince multimilliardaire qui doit prendre une fusée pour se rendre dans l'espace après que ce dernier a reçu des menaces de mort. Avec ses nouvelles amies, elles vont devoir le surveiller de près.

## Distribution

### Acteurs principaux
- Mika Abdalla (VF : Camille Donda puis VFB : Élisabeth Guinand) : McKeyla McAlister
- Victoria Vida (VF : Jessica Barrier puis VFB : Helena Coppejans) : Adrienne Attoms
- Genneya Walton (VF : Jessica Monceau puis VFB : Cathy Boquet) : Bryden Bandweth
- Ysa Penarejo (VF : Zina Khakhoulia puis VFB : Melissa Windal) : Camryn Coyle
- Alyssa Lynch : Devon DiMarco (saisons 2-3)
- Belle Shouse : Ember Evergreen (saisons 2-4)
- Ty Wood (VF : ? puis Alexis Flamant) : Justin (saisons 2-3)
- Johanna Newmarch : Carson Lazarus
- Danica McKellar (VF : Laëtitia Lefebvre) : Molly McAllister / « la Force » (Quail en VO)

voix additionnellesDelphine Braillon, Olivier Chauvel, Diane Dassigny, Sébastien Finck, Fabien Jacquelin, Julien Meunier, Marie Millet, Maité Monceau, Patricia Piazza, Frédéric Souterelle

## Épisodes
| Partie | Partie | Épisodes | Épisodes | Diffusion         |
| ------ | ------ | -------- | -------- | ----------------- |
|        | 1      | 26       | 3        | 7 août 2015       |
|        | 2      | 26       | 6        | 12 août 2016      |
|        | 3      | 26       | 6        | 14 octobre 2016   |
|        | 4      | 26       | 1        | 14 février 2017   |
|        | 5      | 26       | 5        | 15 septembre 2017 |
|        | 6      | 26       | 5        | 7 novembre 2017   |

### Partie 1 (2015)
1. La Nouvelle (The New Girl)
2. Secrétologie appliquée (Secret Agenting)
3. Cyber futées (Smart Is the New Cool)

### Partie 2 (2016)
Le 6 avril 2016, Netflix annonce que la série a été renouvelée pour une deuxième et une troisième saison. La deuxième saison est sortie le 12 août 2016.
1. Retour aux sources (Back to Basics)
2. Collées (No Laughing Matter)
3. Sur la piste de Carson Lazarus (Trashed)
4. Panne de courant (Damn Fine Mess)
5. Cyber-attaque (Bye Bye Birdie)
6. Mission carrément possible (Mission Totally Possible)

### Partie 3 (2016)
1. Où est Mady ? (Finding Maddy)
2. Des bonbons irrésistibles (Gummying Up The Works)
3. Une drôle de cargaison (Crate Expectations)
4. La Piste secrète (One Track Mind)
5. Plan diabolique (Simon Sayz)
6. Opération oreilles (Ear Today, Gone Tomorrow)

### Partie 4 (2017)
1. Le Roi des casse-pieds (A Royal Pain)

### Partie 5 (2017)
1. Mission nanotechnologie (If You Fail on Mars Can Anyone Hear You Scream)
2. Nanobots, soufflés et gelée grise (Nanobots, Souffles and Gray Goo, Oh My)
3. Un nouveau suspect (Bad Air Day)
4. Rien ne va plus ! (Totally Marble Nailed It)
5. La Gelée grise en liberté (Gray Goo on the Loose)

### Partie 6 (2017)
1. La Résidence Stone (Stone Acres Is the Place to Be)
2. Une histoire de fumée (Smoke Gets in Your Eyes)
3. Zorro Dark Thirty (Zorro Dark Thirty)
4. L'Eau de Bobby Stone (Water from a Bobby Stone)
5. Une affaire de famille (Family Affair)